# Lasiopogon tetragrammus
Lasiopogon tetragrammus là một loài ruồi trong họ Asilidae. Lasiopogon tetragrammus được Loew miêu tả năm 1874. Loài này phân bố ở vùng Tân Bắc giới.